# Лемурка буролоба
Лемурка буролоба (Newtonia archboldi) — вид горобцеподібних птахів родини вангових (Vangidae).

## Назва
Вид названо на честь американського орнітолога Річарда Арчболда (1907—1976).

## Поширення
Ендемік Мадагаскару. Поширений на півдні острова. Його природними середовищами існування є субтропічні або тропічні сухі ліси та субтропічні або тропічні сухі чагарники.

## Опис
Дрібний птах, завдовжки 12 см, вагою 7–9 г. Верх сіро-коричневий з широкою рудою смугою на лобі та навколо ока, темним дзьобом та білою райдужкою. Короткі крила коричневі, нижня сторона блідо-помаранчева, відносно довгі ноги і дзьоб темні.

## Спосіб життя
Харчується дрібними комахами та павуками. Шукає їжу в змішаних зграях у густому підліску і тримається близько до землі.